# Médaille de guerre (Norvège)
La Médaille de guerre (en norvégien : Krigsmedaljen) est une décoration de guerre norvégienne pour service pendant la Seconde Guerre mondiale, et plus tard pour service méritoire pendant la guerre.

## Historique
La Médaille de guerre norvégienne a été instituée par le roi de Norvège Haakon VII par décret royal le 23 mai 1941, avec l’ajout du décret royal du 13 novembre 1942. Elle peut être décernée à des membres norvégiens et étrangers de l’armée qui, de manière méritoire, ont participé à la Seconde Guerre mondiale pour la Norvège. La Médaille de guerre peut également être décernée à titre posthume à tous les Norvégiens et étrangers qui ont combattu dans les forces norvégiennes et la marine marchande ou qui sont tombés pour la Résistance norvégienne.
La distribution a cessé en 1951, mais en 1979, il a été déterminé par décret royal que cette médaille devait être décernée aux marins norvégiens et étrangers qui ont servi sur les navires de la Norwegian Shipping and Trade Mission (Nortraship) pendant la Seconde Guerre mondiale pendant 18 mois, ou à bord des navires de la Marine royale norvégienne.
Les critères ont de nouveau été modifiés en 2012. La médaille peut être décernée aux Norvégiens qui ont servi méritoirement pendant la guerre, pour la Norvège. Elle a été décernée pour la guerre contre l’État islamique.

## Description
Le côté avers de la médaille présente le portrait du roi Haakon VII de Norvège, son nom et sa devise « Alt For Norge » (Tout pour la Norvège). Le revers comporte une couronne, l’inscription « Krigsmedalje » et le monogramme du roi. La médaille est en bronze et le ruban est aux couleurs de l’Étendard Royal : rouge et jaune. Si un récipiendaire gagne la médaille plus d’une fois, jusqu’à trois étoiles peuvent être attachées au ruban. La médaille est accompagnée d’un certificat, signé par le roi. La médaille a d’abord été produite par la firme Spink & Son à Londres.